# Sanguinho (heráldica)
Sanguinho é um esmalte em heráldica de tom semelhante ao do sangue arterial.
1. ↑  Heráldica: As Armas: O Escudo: Os Esmaltes: As Cores. Atelier Heráldico. Disponível em: <http://www.heraldica.net.br/3_1_2_2_cores.htm>. Acesso em: 17  jul.  2020.